# Œric
Pour les articles homonymes, voir Esc.
Œric, Oisc, Aesc ou Esc est un roi du Kent peut-être légendaire qui aurait régné de 488 environ à sa mort, vers 512. Il serait fils ou petit-fils d'Hengist.

## Biographie
On ne connaît que peu de choses sur ce roi. Bède le Vénérable, dans son Histoire ecclésiastique du peuple anglais, donne la généalogie suivante : « Æthelberht était le fils d’Irminric, fils d’Octa, et après son grand-père Oeric surnommé Oisc, les rois du peuple de Kent sont connus sous le nom d’Oiscings. Le père d’Oeric était Hengist ». Une autre forme de cette généalogie, qui se trouve entre autres dans l’Historia Brittonum, inverse les positions d’Octa et d’Oisc dans la lignée. L'ordre de succession des rois de Kent le plus souvent admis est : Hengist, Oeric Oisc, Octa et Eormenric, ce qui impliquerait qu'Œric est fils d'Hengist et père d'Octa. 
Selon le récit de Bède, Hengist est un chef jute appelé comme mercenaire en Grande-Bretagne par le roi breton Vortigern, lequel lui aurait donné en retour l'île de Thanet et le Kent oriental. Plus tard, Hengist envoie son fils à la tête d'une armée saxonne vers le nord, et celui-ci revient conquérir le Kent après la mort de son père. Selon la Chronique anglo-saxonne, il combat les Gallois aux côtés de son père et des Bretons en 457, en 465 et en 473.
La plupart des historiens considèrent la personne d'Hengist comme légendaire, mais estiment que ce récit tire son origine de faits historiques, déformés au cours des siècles. Les rois de Kent qui succèdent à Oisc se font appeler les Oiscingas, aussi Oisc est-il considéré comme le fondateur du royaume. 
Oisc est le seul roi saxon mentionné dans le récit de la bataille du mont Badon, livrée vers 512 ou 516. Selon Mike Ashley, Oisc a très bien pu être tué au cours de cette bataille. Il n'est pas certain que le royaume de Kent lui ait survécu, et Ashley évoque la possibilité d'une discontinuité dans l'histoire du royaume de Kent, envisageant qu'Octa, le fils d'Oisc, se soit réfugié chez les Francs.

### Sources primaires
- (en) Bède le Vénérable, Historia ecclesiastica gentis Anglorum , Londres, Penguin, 1991 (ISBN 0-14-044565-X).
- Chronique anglo-saxonne.

### Sources secondaires
- (en) Mike Ashley, The Mammoth book of British Kings and Queens, Londres, Robinson, 1998 (réimpr. 2000) (ISBN 1-84119-096-9), p. 214-5.
- (en) Barbara Yorke, Kings and Kingdoms of Early Anglo-Saxon England, Londres, Seaby, 1990, 218 p. (ISBN 1-85264-027-8).